# Mattiastrum polyanthum
Mattiastrum polyanthum är en strävbladig växtart som beskrevs av K. H. Rechinger och Riedl. Mattiastrum polyanthum ingår i släktet Mattiastrum och familjen strävbladiga växter. Inga underarter finns listade i Catalogue of Life.